# Hemibagrus furcatus
Hemibagrus furcatus är en fiskart som beskrevs av Ng, Martin-smith och Ng 2000. Hemibagrus furcatus ingår i släktet Hemibagrus och familjen Bagridae. Inga underarter finns listade i Catalogue of Life.